# Sheffield (альбом)
«Sheffield» («Шеффилд») — седьмой студийный альбом группы Scooter, вышедший 26 июня 2000 года. 2 композиции с альбома вышли в качестве отдельных синглов — «I’m Your Pusher» и «She’s the Sun».

## Об альбоме
«Sheffield», по словам Эйч Пи Бакстера — «альбом-эксперимент». Имеет намного более мягкое звучание, чем предыдущий альбом. Считается, что «Sheffield» — самый «тихий» альбом группы. Лишь две композиции в нём выполнены в традиционном скутеровском стиле: «I’m Your Pusher» и «Donʼt Gimme the Funk». Другие треки — своеобразная смесь инди, брэйка, транса и попа. Впервые с 1997 года Scooter выпустил в качестве сингла балладу «She’s the Sun», на которую был снят один из самых красивых клипов в видеографии коллектива. Также Скутер выпустил кавер-версию песни Нэнси Синатры и Ли Хэзлвуда, «Summer Wine», что ещё сильнее подтверждает экспериментальность пластинки. Вместе с Эйч Пи эту песню исполнила Николь, жена Рика Джордана. Также была выпущена дополнительная версия альбома, «Limited Edition»

## Песни
«Sheffield» назван в честь английского города Шеффилд. В том же году Scooter открыл свой лейбл «Sheffield Tunes Communications».
«MC's Missing» — использован бой курантов Биг-Бен. «Sex Dwarf» — кавер на одноимённую песню Soft Cell. «Summer Wine» — кавер на песню Нэнси Синатры и Ли Хэзлвуда «Summerwine».

## Список композиций
Музыка, слова, аранжировка — Эйч Пи Бакстер, Рик Джордан, Аксель Кун, Йенс Теле. Текст — Эйч Пи Бакстер.
1. MC’s Missing (1:16) (Разыскивается ЭмСи)
2. Don’t Gimme The Funk (4:13) (Не давай мне фанка)
3. I’m Your Pusher (3:59) (Я ваш наркоторговец)
4. Where Do We Go? (4:06) (Куда мы идём?)
5. Sex Dwarf (4:20) (Секс-гном/карлик)
6. She’s The Sun (4:54) (Она — Солнце)
7. Space Cowboy (5:51) (Космический ковбой)
8. Never Slow Down (3:56) (Никогда не сдавайся/не отчайвайся)
9. Down To The Bone (4:11) (До костей)
10. Summer Wine (3:58) (Летнее вино)
11. Dusty Vinyl (4:53) (Пыльный винил)
12. Cubic (5:05) (Кубик)

Sheffield - Limited edition
CD2:
1. I’m Your Pusher — Airscape Mix (7:47)
2. The Pusher 1 (5:52)
3. Screensaver (Multimedia part)
4. Special Fan VIP Internet Access (Multimedia part)

## Награды и места в чартах
«Sheffield» попал в хит-парады 12 европейских стран, получил 2 золотых записи. Ниже представлены награды и достижения альбома в чартах.
- Венгрия —  Золото, 1
- Чехия —  Золото, 1
- Финляндия — 4
- Германия — 11
- Латвия — 13
- Швеция — 15
- Португалия — 32
- Дания — 48
- Австрия — 49
- Швейцария — 60

## Синглы
В качестве синглов вышли 2 композиции с альбома, — «I’m Your Pusher» и «She’s the Sun».
| Название               | Треклист | Награды |
| ---------------------- | --- | --- |
| I’m Your Pusher (2000) | 1. «I’m Your Pusher» (Radio Edit) (3:56) 2. «I’m Your Pusher» (Extended) (4:46) 3. «The Pusher 1» (5:36) 4. «Firth Of Forth» (3:38) CD single (2-track) 1. «I'm Your Pusher» (3:48) 2. «I'm Your Pusher - Extended» (4:46) I'm Your Pusher (Japanese Promo) A1. P.K.G.mix (5:53) A1. Extended (4:46) B2. Airscape mix (7:55) | - Венгрия — 2 - Бельгия — 13 - Молдавия — 15 - Германия — 17 - Чехия — 17 - Финляндия — 19 - Эстония — 26 - Швеция — 27 - Австрия — 24 - Швейцария — 74 |
| She’s the Sun (2000)   | 1. «She`s The Sun» (03:44) 2. «She`s The Sun — Extended» (04:52) 3. «Sunrise (Ratty`s Inferno)» (05:39) She’s The Sun Limited edition 1. «She’s The Sun — Radio edit» (3:44) 2. «She’s The Sun — Extended» (4:52) 3. «Sunrise (Ratty’s Inferno)» (5:39) 4. «H.P. for your Answering Machine Vol. 1» (0:10) 5. «H.P. for your Answering Machine Vol. 2» (0:06) 6. «She’s The Sun — Video» (4:00) CD single (2-track) 1. «She's The Sun - Radio edit» (3:44) 2. «She's The Sun - Extended» (4:52) | - Германия — 41 |